# Keiko Nobumoto
Keiko Nobumoto (信本敬子 Nobumoto Keiko, Hokkaido, 13 de março de 1964 - Hokkaido, 1 de dezembro de 2021) foi uma roteirista japonesa. É conhecida por ter escrito o roteiro de Cowboy Bebop e Wolf's Rain.

## Filmografia
- Wolf's Rain (criadora, roteirista e autora da adaptação para mangá;
- Tokyo Godfathers (roteirista)
- Cowboy Bebop (roteirista)
- Cowboy Bebop: O Filme (roteirista)
- Macross plus (roteirista)
- World Apartment Horror (roteirista)

1. ↑  «Keiko Nobumoto, Writer of Cowboy Bebop, Dies at 57». Bell of Lost Souls (em inglês). 14 de dezembro de 2021. Consultado em 28 de dezembro de 2021